# Tepehuaje, General Heliodoro Castillo
Tepehuaje är en ort i Mexiko.   Den ligger i kommunen General Heliodoro Castillo och delstaten Guerrero, i den södra delen av landet, 200 km sydväst om huvudstaden Mexico City. Tepehuaje ligger 1 157 meter över havet och antalet invånare är 299.
Terrängen runt Tepehuaje är huvudsakligen kuperad, men åt sydväst är den bergig. Runt Tepehuaje är det glesbefolkat, med 13 invånare per kvadratkilometer. Närmaste större samhälle är Tlacotepec, 10,6 km sydost om Tepehuaje. I omgivningarna runt Tepehuaje växer huvudsakligen savannskog.